# St. Michaelis (Bucha)

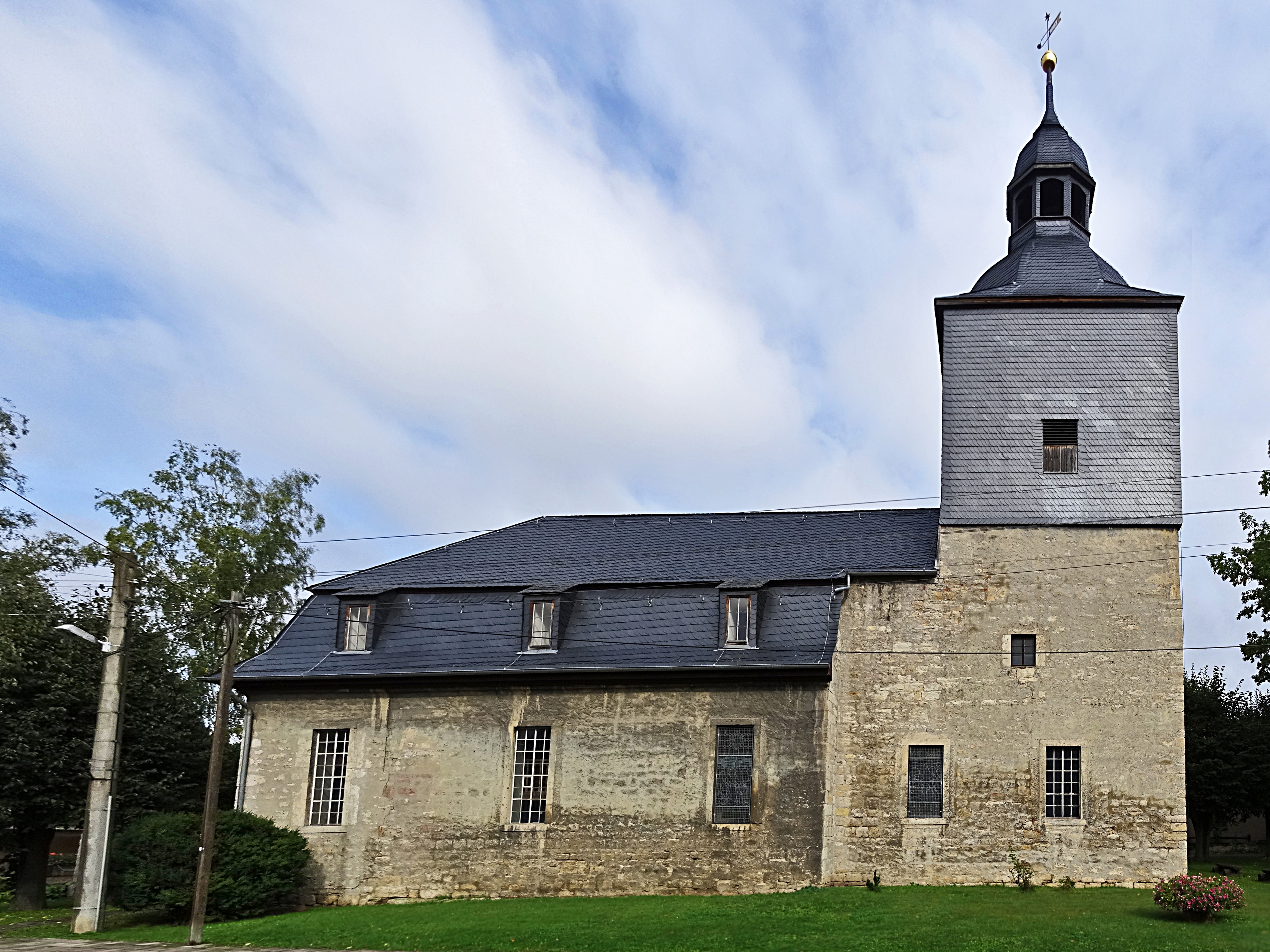
Ansicht von Süden

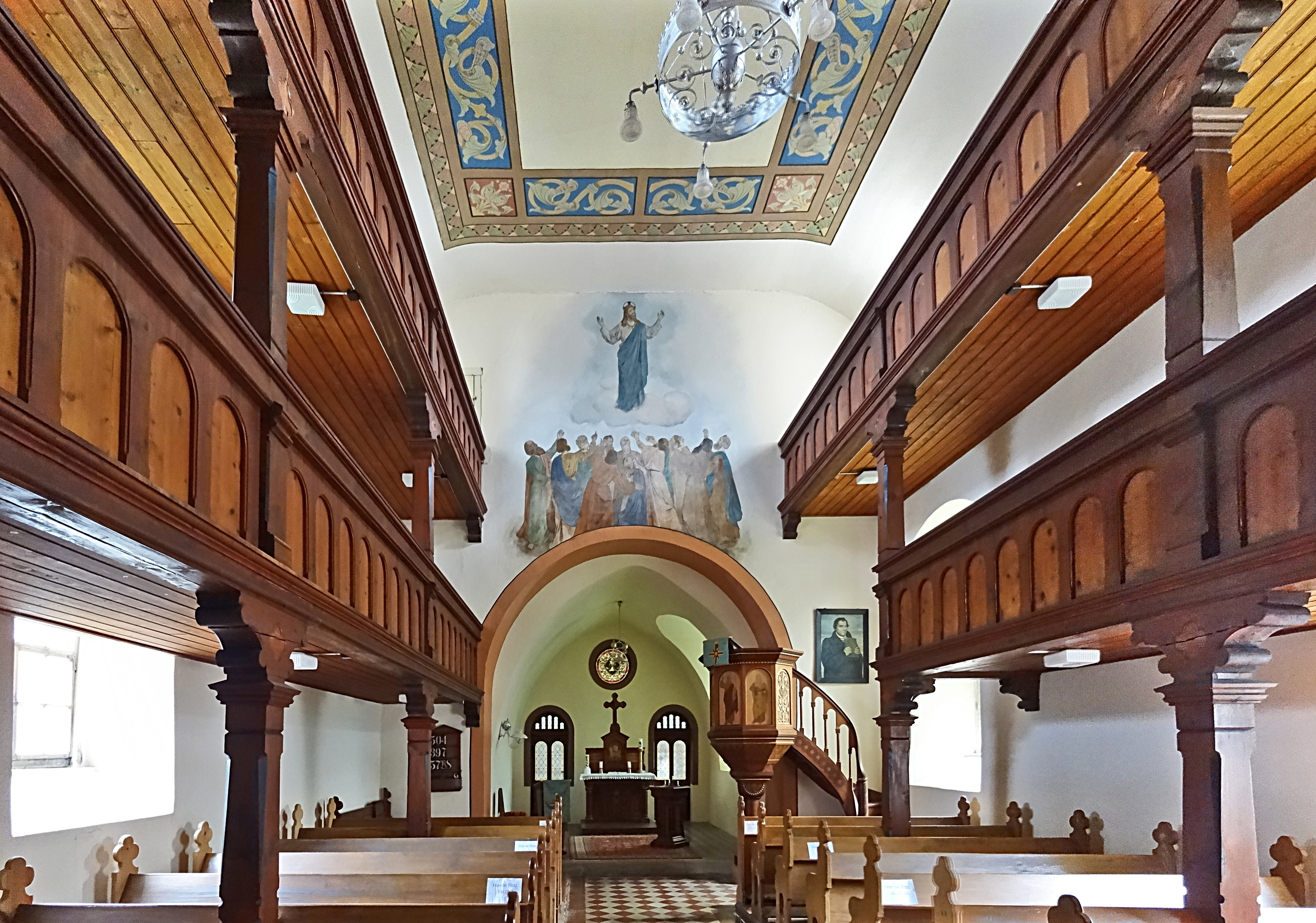
Innenansicht

Die Dorfkirche St. Michaelis steht in der Gemeinde Bucha im Saale-Holzland-Kreis in Thüringen. Die Kirche gehört zum Kirchenkreis Jena.

## Lage
Die Kirche besitzt zum ehemaligen Altdorf Bucha eine zentrale Lage.

## Geschichte
Die evangelische Altkirche wurde als stattliche Chorturmkirche ohne Jahresangabe im Mittelalter errichtet.

## Turm
Der Kirchturm besteht aus einem stark überhöhten, höheren längsrechteckigen Chor, dessen Ostteil noch mit einem schieferbedeckten Fachwerkaufsatz noch einmal erhöht wurde. Dann folgt die Haube. An der Chorseite befinden sich vermutlich aus dem 13. Jahrhundert mehrere zugemauerte Fenster.

## Kirchenschiff
Das verlängerte Kirchenschiff schließt sich am Chor an. An der Südseite vom Schiff und Chor sind auch zugemauerte Rundbogenfenster. Sie stammen wohl aus dem Jahr 1779. 1903 folgten Umbauarbeiten an der Kanzel sowie die Einlegarbeiten an Bänken und Emporen, an der Deckenverkleidung und am Orgelhäuschen. Auch die Gestaltung der Lampen, der jetzigen Sakristei und der Winterkirche erfolgten in dieser Zeit. Von früher (1762) sind der Rokokokanzelkorb und der Schalldeckel. Auch ein altes Türblatt mit Dekoren und Beschlägen sowie zwei Glockenbruchstücke stammen von da.

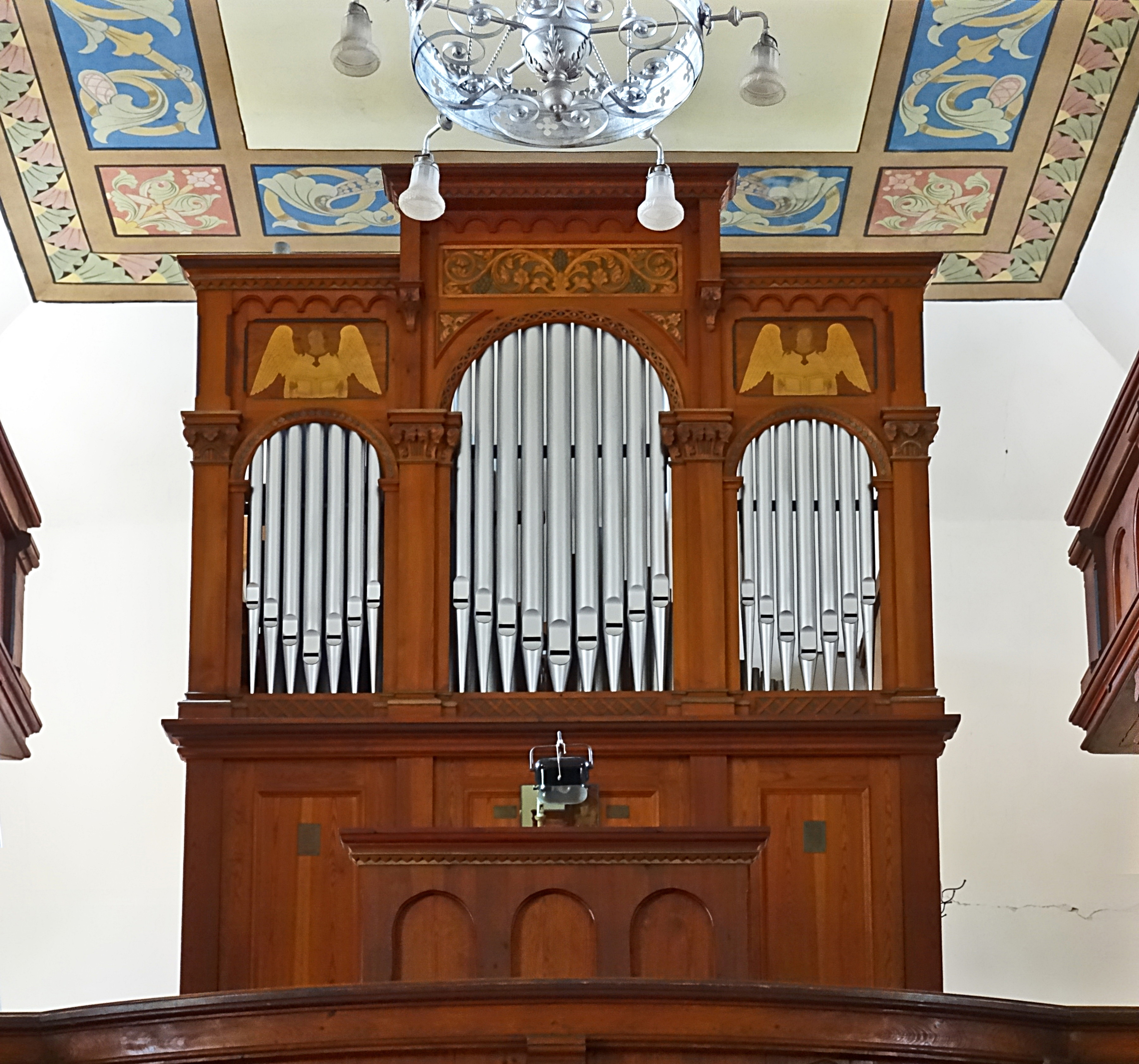
Heerwagen-Orgel

## Orgel
Die Kirche ist mit einer Orgel von 1903 aus der Werkstatt Heerwagen ausgestattet. Sie verfügt über 16 Register auf zwei Manualen und Pedal. 1983 wurde sie von Norbert Sperschneider  und 2011 vom Unternehmen Mitteldeutscher Orgelbau A. Voigt restauriert.